# Criterio de Conway

Prototipo de celda ctogonal que satisface el criterio de Conway. Las secciones AB y ED se muestran en rojo, y las secciones restantes, formadas por zonas de segmentos con simetría central, se muestran en colores (con el punto de su centro de simetría marcado)

Una teselación realizada con la celda anterior (que cumple el criterio de Conway)

En la teoría matemática de los teselados, el criterio de Conway, llamado así por el matemático inglés John Horton Conway, es una regla suficiente para determinar cuándo una celda prototipo es capaz de recubrir el plano. Consta de los siguientes requisitos:
La celda debe ser un disco topológico cerrado con seis puntos consecutivos A, B, C, D, E y F en el perímetro, de modo que:
- La parte del perímetro de A a B es congruente con la parte del perímetro de E a D mediante una traslación T, donde T(A) = E y T(B) = D.
- Cada una de las partes del perímetro BC, CD, EF y FA es centrosimétrica, es decir, cada una es congruente consigo misma cuando se gira 180 grados alrededor de su punto medio.
- Algunos de los seis puntos pueden coincidir, pero al menos tres de ellos deben ser distintos.[2]

Cualquier celda prototipo que satisfaga el criterio de Conway permite formar un mosaico periódico del plano, y lo hace utilizando sólo rotaciones de 180 grados. El criterio de Conway es una condición suficiente para demostrar que una celda prototipo es capaz de teselar el plano, pero no es una condición necesaria, y de hecho, hay mosaicos que no cumplen el criterio de Conway y aun así recubren el plano.
Cada loseta de Conway se puede plegar para formar un disfenoide o un diedro rectangular y, a la inversa, cada desarrollo plano de un disfenoide o de un diedro rectangular es una loseta de Conway.

## Historia
El criterio de Conway se aplica a cualquier forma que sea un disco cerrado. Si el perímetro de dicha forma satisface el criterio, entonces enlosará el plano. Aunque el artista gráfico M. C. Escher nunca escribió un artículo acerca de este criterio, se sabe que lo descubrió a mediados de la década de 1920. Uno de sus primeros teselados, al que luego asignó  el Numeró 1, ilustra su comprensión de las condiciones del criterio. Seis de sus primeros teselados satisfacen este criterio. En 1963, el matemático alemán Heinrich Heesch describió los cinco tipos de teselas que cumplían el criterio. Muestra cada tipo con una notación que identifica los lados de una baldosa a medida que se recorre su perímetro: CCC, CCCC, TCTC, TCTCC, TCCTCC, donde C significa un lado centrosimétrico y T significa un lado trasladado.
Conway probablemente se inspiró en la columna de Martin Gardner de julio de 1975 publicada en la revista Scientific American, en la que se analizaba qué polígonos convexos pueden formar mosaicos en el plano. En agosto de 1975, Gardner reveló que Conway había descubierto su criterio mientras intentaba encontrar una manera eficiente de determinar cuál de los 108 heptominós pueden teselar el plano.

## Ejemplos

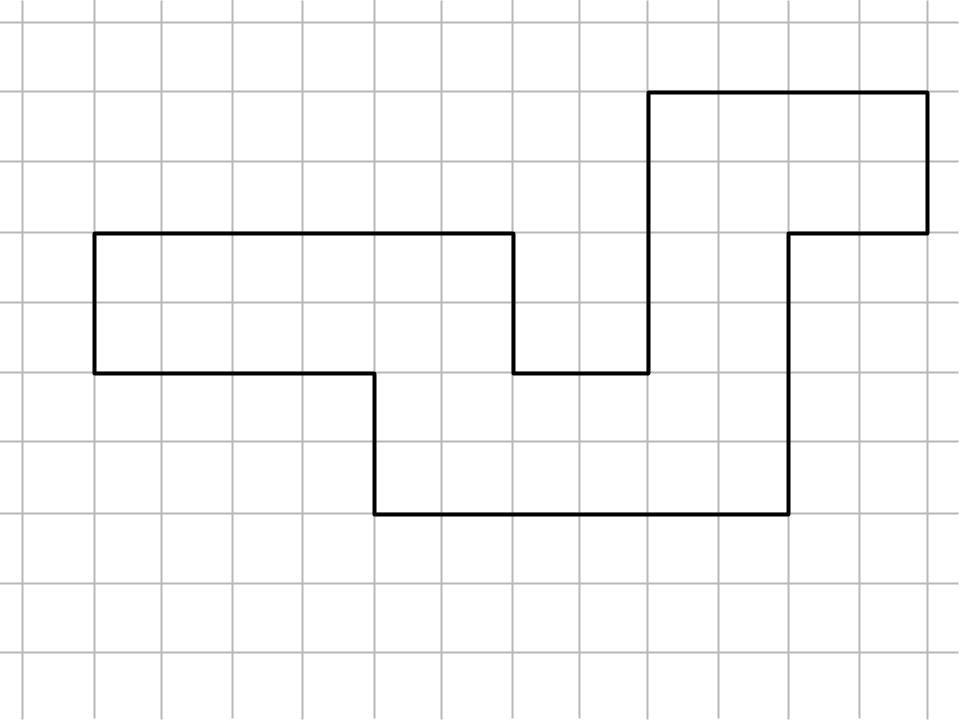
Un nonominó capaz de teselar el plano que no satisface el criterio de Conway

Ejemplo de teselación basada en una losa hexagonal del tipo 1

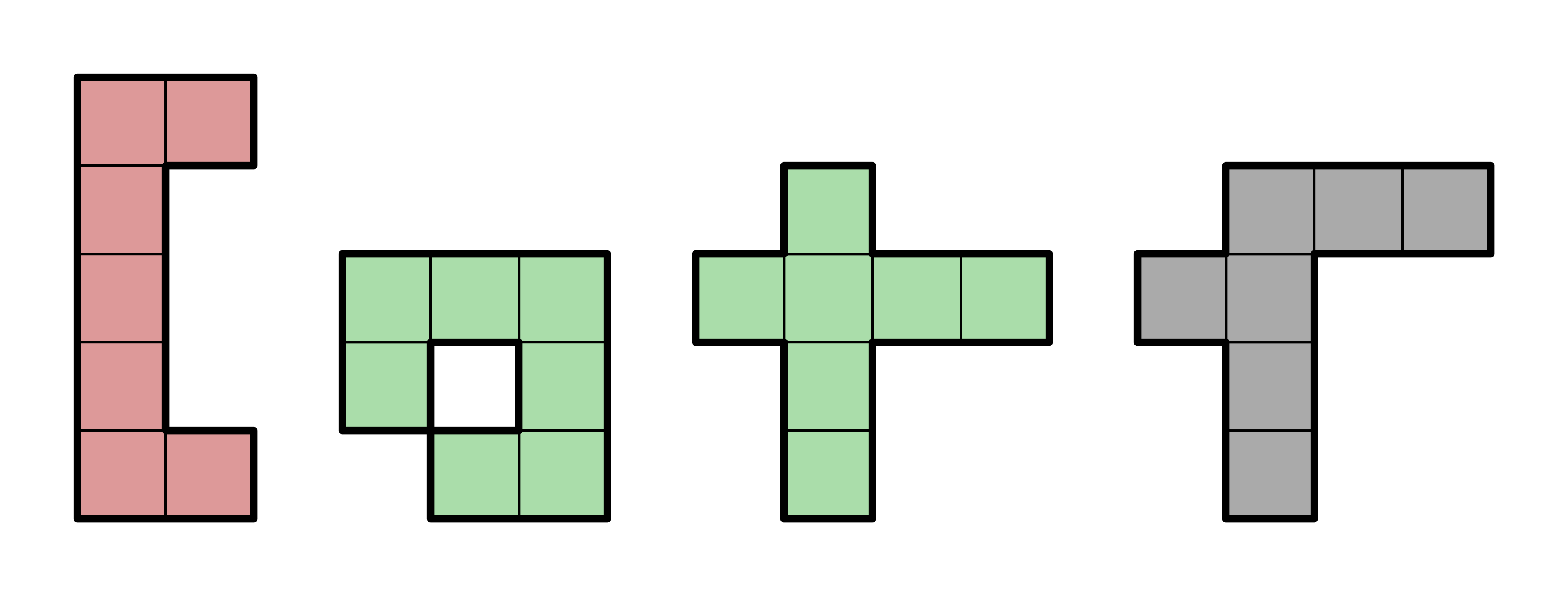
Los cuatro heptominós que no teselan el plano, incluido el heptominó con un agujero

En su forma más simple, el criterio simplemente establece que cualquier hexágono con un par de lados opuestos que sean paralelos y congruentes, teselará el plano. En el artículo de Gardner, esto se llama hexágono tipo 1. Esta regla también se aplica a los paralelogramos. Pero las traslaciones que coinciden con los lados opuestos de estos mosaicos son la composición de dos rotaciones de 180°: alrededor de los puntos medios de dos bordes adyacentes en el caso de un paralelógono hexagonal, y alrededor del punto medio de un lado y uno de sus vértices en el caso de un paralelogramo. Cuando una loseta que satisface el criterio de Conway se gira 180° alrededor del punto medio de un lado centrosimétrico, se crea un paralelogramo generalizado o un paralelogono hexagonal generalizado (que tiene lados opuestos congruentes y paralelos), por lo que la loseta duplicada puede enlosar el plano mediante traslaciones. Las traslaciones son la composición de rotaciones de 180° como en el caso del paralelogono o paralelogramo hexagonal de aristas rectas.

El criterio de Conway es sorprendentemente potente, especialmente cuando se aplica a poliformas. Con la excepción de cuatro heptominós, todos los poliominós hasta el orden 7 satisfacen el criterio de Conway, o bien dos teselas unidas pueden formar una celda que satisfaga el criterio.